# DIP-switch

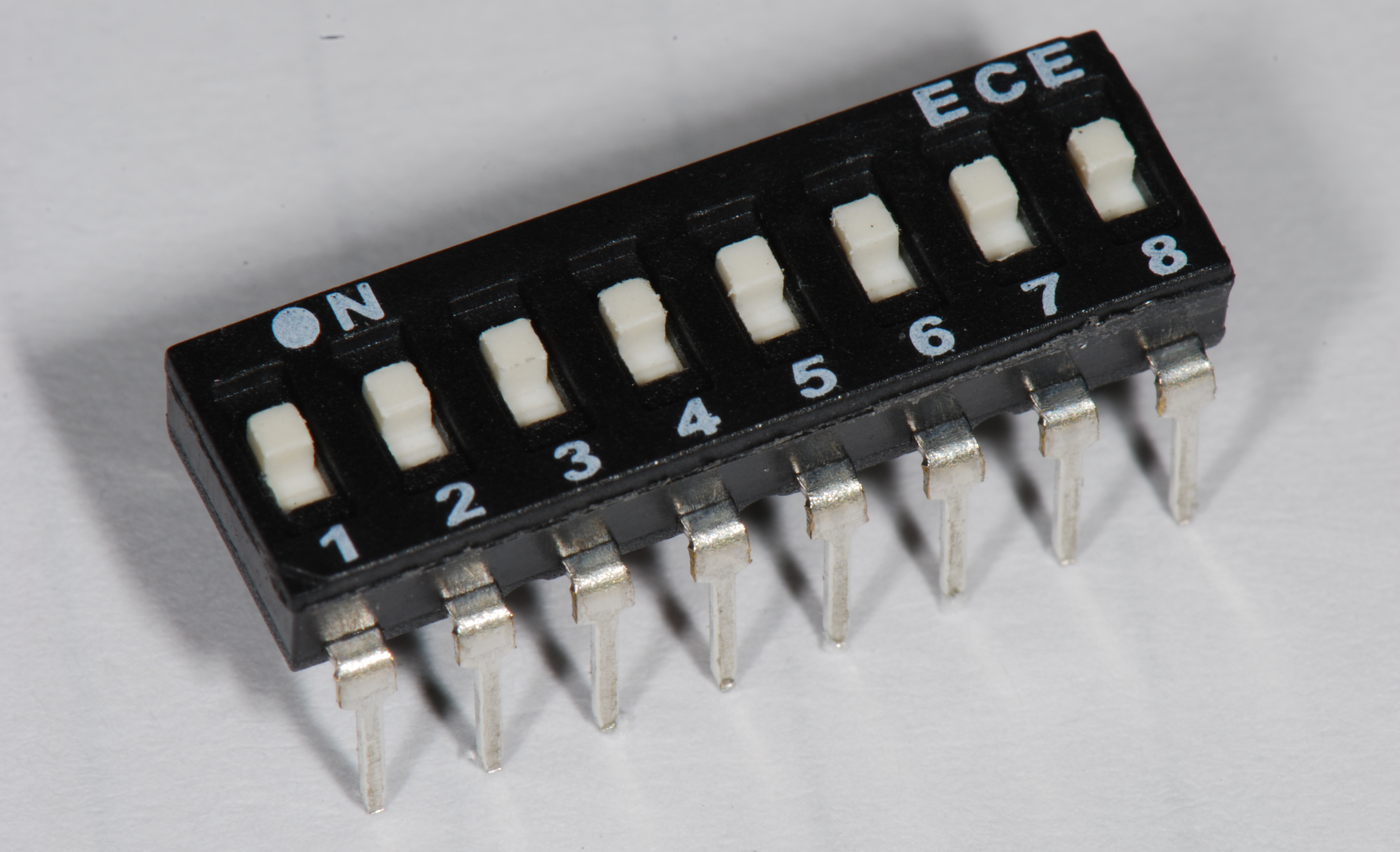
Skjutbar DIP-switch

En DIP-switch består av en serie av manuella strömbrytare som är sammanbyggda i en standardgrupp som brukar kallas dual in-line package. Denna typ av omkopplare är konstruerad för att passa standardiserade mönsterkort tillsammans med andra elektroniska komponenter och används som regel för att konfigurera utrustningens uppförande i specifika situationer. 
DIP-switchar är ett alternativ till den manuella bygling mellan olika kretsar som ofta går under den engelska benämningen jumper. DIP-switchens största fördelar är att de är enklare att manövrera, dokumentera samt att inga lösa delar ingår.

## Olika typer av DIP-switchar

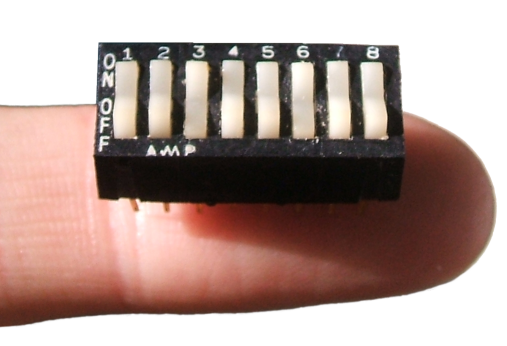
Vippbar DIP-switch

Det finns flera olika typer DIP-switchar. De mest vanliga typerna är roterbara, skjutbara eller vippande.
Roterbara varianter innehåller flera kontakter monterade i en cirkel runt ett centrum som väljs genom att vrida brytarens rörliga centrumdel till att linjera med olika siffermarkerade lägen i brytarens fasta del.
Skjut- och vippbara switchar, som är vanligast, är en serie sammanbyggda tvåläges strömbrytare som antingen kan vara på eller av. Switchen kan även användas att välja ett binärt värde då värdet av samtliga switchar i ett DIP-paket också kan uttryckas som ett nummer. Som exempel kan sju switchar ställas i 128 olika kombinationer som medger ett val av ett ASCII-tecken. Åtta switchar erbjuder 256 kombinationer vilket är likvärdigt med en byte.
DIP-switchen har också strömledande fästpinnar, som leder den valda elektriska kretsen via switchen till mönsterkortet. Även om kretsen kan användas som en direkt elektrisk strömbrytare är det också vanligt att switchens olika lägen ger en hög respektive låg utsignal. I dessa fall måste styrkortet också vara utrustat med anpassad krets med en serie av elektriska motstånd, impedansförstärkare (buffer), avkodningsenhet och andra komponenter. Vanligen läser applikationens programvara DIP-switchens inställning, när strömmen slås på.

## Användningsområden
DIP-switchen användes flitigt i äldre ISA-baserade moderkort till en PC för att välja IRQ:s och minnesadresser. De användes också ofta i arkadspel under 1980- och tidigt 1990-tal, för att lagra inställningar, tills funktionen ofta togs över av billigare batteridrivna ramminnen. Andra vanliga användningsområden kunde vara i tidiga trådlösa telefoner eller som kodinställare på olika styrutrustningar.
Switchen användes också på grafikkorten på tidigare datorer för att kunna ställa om till andra standarder. Ett exempel kan vara CGA kortens anpassning till MDA.
Sedan sent 1990-tal har DIP-switchen blivit mindre vanlig i konsumentelektronik. Skälen är både trenden emot mindre komprimerade produkter ihop med önskemål om enklare konfiguration genom inställningdisplayer och ett fallande pris på non-volatile memory. I industrisammanhang finns fortfarande en bred användning då de är billiga och enkla att implementera i olika kretsar samt att inställningen framgår utan att kretsen behöver strömsättas.